# Transformées en sinus et en cosinus
 (octobre 2021).
En mathématiques, les transformées de Fourier dites en sinus et en cosinus sont des formes de la transformée de Fourier qui n'utilisent pas de nombres complexes. Ce sont les formes utilisées à l'origine par Joseph Fourier et sont encore préférées dans certaines applications, comme le traitement du signal, les statistiques ou la résolution des équations aux dérivées partielles utilisant les méthodes spectrales.

## Définition
La transformée en sinus f (t), parfois désignée par {\displaystyle {\hat {f}}^{s}} ou {\displaystyle {\mathcal {F}}_{s}(f)}, est définie par{\displaystyle {\hat {f}}^{s}(\nu )=\int _{-\infty }^{\infty }f(t)\sin(2\pi \nu t)\,dt.}Si t signifie le temps, alors ν est la fréquence, mais plus généralement, il peut s'agir de n'importe quelle paire de variables duales.
Cette transformée est nécessairement une fonction impaire de la fréquence, c'est-à-dire pour tout ν :{\displaystyle {\hat {f}}^{s}(-\nu )=-{\hat {f}}^{s}(\nu ).}
La transformée en cosinus de f (t), parfois désignée par {\displaystyle {\hat {f}}^{c}} ou {\displaystyle {\mathcal {F}}_{c}(f)}, est définie par{\displaystyle {\hat {f}}^{c}(\nu )=\int _{-\infty }^{\infty }f(t)\cos(2\pi \nu t)\,dt.}C'est nécessairement une fonction paire  de la fréquence, c'est-à-dire pour tout ν :{\displaystyle {\hat {f}}^{c}(\nu )={\hat {f}}^{c}(-\nu ).}Certains auteurs  ne définissent la transformée en cosinus que pour des fonctions paires de t, auquel cas sa transformée en sinus est nulle. Comme le cosinus est également pair, une formule plus simple peut être utilisée,{\displaystyle {\hat {f}}^{c}(\nu )=2\int _{0}^{\infty }f(t)\cos(2\pi \nu t)\,dt.}De même, si f est une fonction impaire, alors la transformée en cosinus est nulle et la transformée en sinus peut être simplifiée en{\displaystyle {\hat {f}}^{s}(\nu )=2\int _{0}^{\infty }f(t)\sin(2\pi \nu t)\,dt.}D'autres auteurs définissent également la transformée en cosinus comme {\displaystyle {\hat {f}}^{c}(\nu )={\sqrt {\frac {2}{\pi }}}\int _{0}^{\infty }f(t)\cos(2\pi \nu t)\,dt.}et sinus comme{\displaystyle {\hat {f}}^{s}(\nu )={\sqrt {\frac {2}{\pi }}}\int _{0}^{\infty }f(t)\sin(2\pi \nu t)\,dt,}ou, la transformée en cosinus comme {\displaystyle F_{c}(\alpha )={\frac {2}{\pi }}\int _{0}^{\infty }f(x)\cos(\alpha x)\,dx}et la transformée sinus comme{\displaystyle F_{s}(\alpha )={\frac {2}{\pi }}\int _{0}^{\infty }f(x)\sin(\alpha x)\,dx}à l'aide de {\displaystyle \alpha } comme variable de transformation.

## Transformées inverses
La fonction d'origine f  peut être retrouvée à partir de sa transformée sous les hypothèses habituelles, que f  et ses deux transformées soient absolument intégrables. Pour plus de détails sur les différentes hypothèses, voir le théorème d'inversion de Fourier.
La formule d'inversion est {\displaystyle f(t)=\int _{-\infty }^{\infty }{\hat {f}}^{c}(\nu )\cos(2\pi \nu t)\,d\nu +\int _{-\infty }^{\infty }{\hat {f}}^{s}(\nu )\sin(2\pi \nu t)\,d\nu ,}elle présente l'avantage que toutes les quantités sont réelles. En utilisant la formule d'addition pour le cosinus, cela peut être réécrit comme{\displaystyle f(t)=\int _{-\infty }^{\infty }\int _{-\infty }^{\infty }f(x)\cos(2\pi \nu (x-t))\,dx\,d\nu .}Si la fonction d'origine f  est une fonction paire, alors la transformée en sinus est nulle ; si f  est une fonction impaire, alors la transformée en cosinus est nulle. Dans les deux cas, la formule d'inversion se simplifie.

## Relation avec les exponentielles complexes
La forme de la transformée de Fourier la plus utilisée aujourd'hui est{\displaystyle {\begin{aligned}{\hat {f}}(\nu )&=\int _{-\infty }^{\infty }f(t)e^{-2\pi i\nu t}\,dt\\&=\int _{-\infty }^{\infty }f(t)\left(\cos(2\pi \nu t)-i\,\sin(2\pi \nu t)\right)dt&&{\text{formule d'Euler}}\\&=\left(\int _{-\infty }^{\infty }f(t)\cos(2\pi \nu t)\,dt\right)-i\left(\int _{-\infty }^{\infty }f(t)\sin(2\pi \nu t)\,dt\right)\\[2pt]&={\hat {f}}^{c}(\nu )-i{\hat {f}}^{s}(\nu )\end{aligned}}}

## Évaluation numérique
L'utilisation de méthodes numériques standard pour évaluer les intégrales de Fourier, telles que la quadrature gaussienne ou la quadrature de type tangente hyperbolique-sinus hyperbolique, est susceptible de conduire à des résultats complètement incorrects, car la somme à calculer (pour la plupart des intégrandes d'intérêt) est très mal conditionnée. Des méthodes numériques spéciales qui exploitent la structure oscillante de l'intégrant sont nécessaires, dont un exemple est la méthode d'Ooura pour les intégrales de Fourier . Cette méthode tente d'évaluer l'intégrande aux emplacements qui approchent asymptotiquement les zéros de l'oscillation (soit le sinus soit le cosinus), réduisant rapidement l'ampleur des termes positifs et négatifs qui sont additionnés.

## Voir également
- Transformée en cosinus discrète
- Transformée en sinus discrète